# N-Space
n-Space foi uma desenvolvedora de jogos de video game fundada em 1994 por Erick S. Dyke, Dan O'Leary e Sean Purcell. A maioria de seus projetos são voltados para outras empresas de video game.

## Títulos desenvolvidos

### Wii
- Target Toss Pro: Bags
- Dancing with the Stars

### Nintendo DS
- Call of Duty: Modern Warfare 3: Defiance (2011)
- Toy Story 3: The Game (2010)
- Star Wars: The Force Unleashed (2008)
- Call of Duty 4: Modern Warfare (2007)
- Dancing with the Stars: BreakOUT!
- GoldenEye 007 (2010 video game)

### Playstation Portable
- Winx Club: Join the Club (2007)

### GameCube
- Geist (2005)
- Mary-Kate and Ashley: Sweet 16 (2002)

### PC
- Bug Riders (1998)
- Die Hard Trilogy 2: Viva Las Vegas (2000)
- Duke Nukem: Land of the Babes (2000)
- Tiger Shark (1997)

### PlayStation
- Bug Riders (1998)
- Danger Girl (2000)
- Die Hard Trilogy 2: Viva Las Vegas (2000)
- Duke Nukem: Land of the Babes (2000)
- Duke Nukem: Time to Kill (1998)
- Mary-Kate and Ashley's Magical Mystery Mall (2000)
- Mary-Kate & Ashley: Crush Course
- Rugrats Studio Tour (2000)
- Rugrats: Search for Reptar (1998)

### PlayStation 2
- Austin Powers
- Dexter's Laboratory
- Duke Nukem D-Day
- Mary-Kate and Ashley in ACTION!
- Mary-Kate and Ashley, Sweet 16: Licensed to Drive